# Milano-Torino 1999
La Milano-Torino 1999, ottantaquattresima edizione della corsa, fu disputata il 13 ottobre 1999, per un percorso totale di 202 km. Venne vinta dallo svizzero Markus Zberg giunto al traguardo con il tempo di 4h24'55" alla media di 45,75 km/h.
Alla partenza 174 ciclisti, 126 di essi portarono a termine la gara.

## Ordine d'arrivo (Top 10)
| Pos. | Corridore            | Squadra        | Tempo    |
| ---- | -------------------- | -------------- | -------- |
| 1    | Markus Zberg         | Rabobank       | 4h24'55" |
| 2    | Paolo Bettini        | Mapei          | s.t.     |
| 3    | Jan Ullrich          | Deutsche Tel.  | s.t.     |
| 4    | Niklas Axelsson      | Navigare       | s.t.     |
| 5    | Andrea Noè           | Mapei          | s.t.     |
| 6    | Chann McRae          | Mapei          | s.t.     |
| 7    | Dmitrij Konyšev      | Mercatone Uno  | s.t.     |
| 8    | Maximilian Sciandri  | F. des Jeux    | s.t.     |
| 9    | Francesco Casagrande | Vini Caldirola | s.t.     |
| 10   | Jean-Cyril Robin     | F. des Jeux    | s.t.     |